# Bachanakeri, Sampgaon
Bachanakeri là một làng thuộc tehsil Sampgaon, huyện Belgaum, bang Karnataka, Ấn Độ.